# Ève Curie
Ève Denise Curie Labouisse (pronúncia em francês: [ɛv dəniz kyʁi labwis]) foi uma escritora, jornalista e pianista francesa e americana.

## Vida
Ève Curie era a filha mais nova de Marie Skłodowska-Curie e Pierre Curie. Sua irmã era Irène Joliot-Curie e seu cunhado Frédéric Joliot-Curie. Ela trabalhou como jornalista e escreveu a biografia de sua mãe Madame Curie e um livro de reportagem de guerra, Journey Among Warriors. A partir da década de 1960, ela se comprometeu a trabalhar para o UNICEF, prestando ajuda a crianças e mães em países em desenvolvimento. Ève foi o único membro de sua família que não escolheu a carreira de cientista e não ganhou um Prêmio Nobel, embora seu marido, Henry Richardson Labouisse Jr., tenha recebido o Prêmio Nobel da Paz em 1965 em nome do UNICEF, completando o Legado da família Curie de cinco prêmios Nobel.

## Trabalho para a UNICEF
Em 1965, o marido de Ève, Henry Richardson Labouisse, desistiu de seu emprego no governo dos EUA quando o Secretário Geral das Nações Unidas, U Thant, lhe ofereceu o cargo de Diretor Executivo do Fundo das Nações Unidas para a Infância UNICEF. Labouisse ocupou este cargo até 1979, apoiado ativamente por sua esposa, que também trabalhava para a organização e era frequentemente chamada de "a primeira-dama do UNICEF". Juntos, eles visitaram mais de 100 países, principalmente no Terceiro Mundo, que foram beneficiários da ajuda do UNICEF. Em 1965, Labouisse, acompanhado de sua esposa, recebeu o Prêmio Nobel da Paz, que foi concedido à sua organização.

## Publicações

### Ensaios
- Madame Curie, Paris, Gallimard, 1938, 315 páginas (numerosas reimpressões e traduções).
- They speak for a nation, letters from France, (editado com introdução de Ève Curie, Philippe Barrès, Raoul de Roussy de Sales, traduzido por Drake e Denise Dekay), New York, Doubleday, Doran, 1941, 238 páginas.
- Journey among warriors, Londres & Toronto, W. Heinemann, 1943, 522 páginas.
- Voyage entre les guerriers (tradução do inglês revisada pelo autor), Paris, Flammarion, 1946, 504 páginas.

### Teatro
- 145, Wall Street, pièce en 3 actes et 5 tableaux, Spread Eagle de George S. Brooks et Walter B. Lister, Paris, l'Illustration, 1933, 40 pages.